# Löbnitz (Staßfurt)
Löbnitz ist ein Ortsteil der Stadt Staßfurt im Salzlandkreis in Sachsen-Anhalt.

## Geografie und Verkehr
Löbnitz ist neun Straßenkilometer vom Verwaltungssitz Staßfurt entfernt. Der Ortsteil liegt in 64 Meter Höhe am Nordufer der Bode, seine bebaute Fläche umfasst 30 Hektar. Das sich nördlich der Bode ausgerichtete Umland wird durch landwirtschaftliche Nutzflächen geprägt. Ein nordwestlicher Ausläufer des Naturparks Unteres Saaletal endet kurz vor Löbnitz.
Löbnitz lag direkt an der Bahnstrecke Berlin–Blankenheim nahe dem Bahnhof Neugattersleben. Durch Löbnitz verläuft die Kreisstraße 1309, die im Nachbarort Hohenerxleben auf die Landesstraße 73 trifft. Auf dieser kommt man in westlicher Richtung nach insgesamt acht Kilometern nach Staßfurt mit dem Bahnhof an der Bahnstrecke Schönebeck–Güsten bzw. östlich nach fünf Kilometern zur Bundesautobahn 14. Von dort sind es acht Kilometer zur nächsten größeren Stadt Bernburg.

## Geschichte

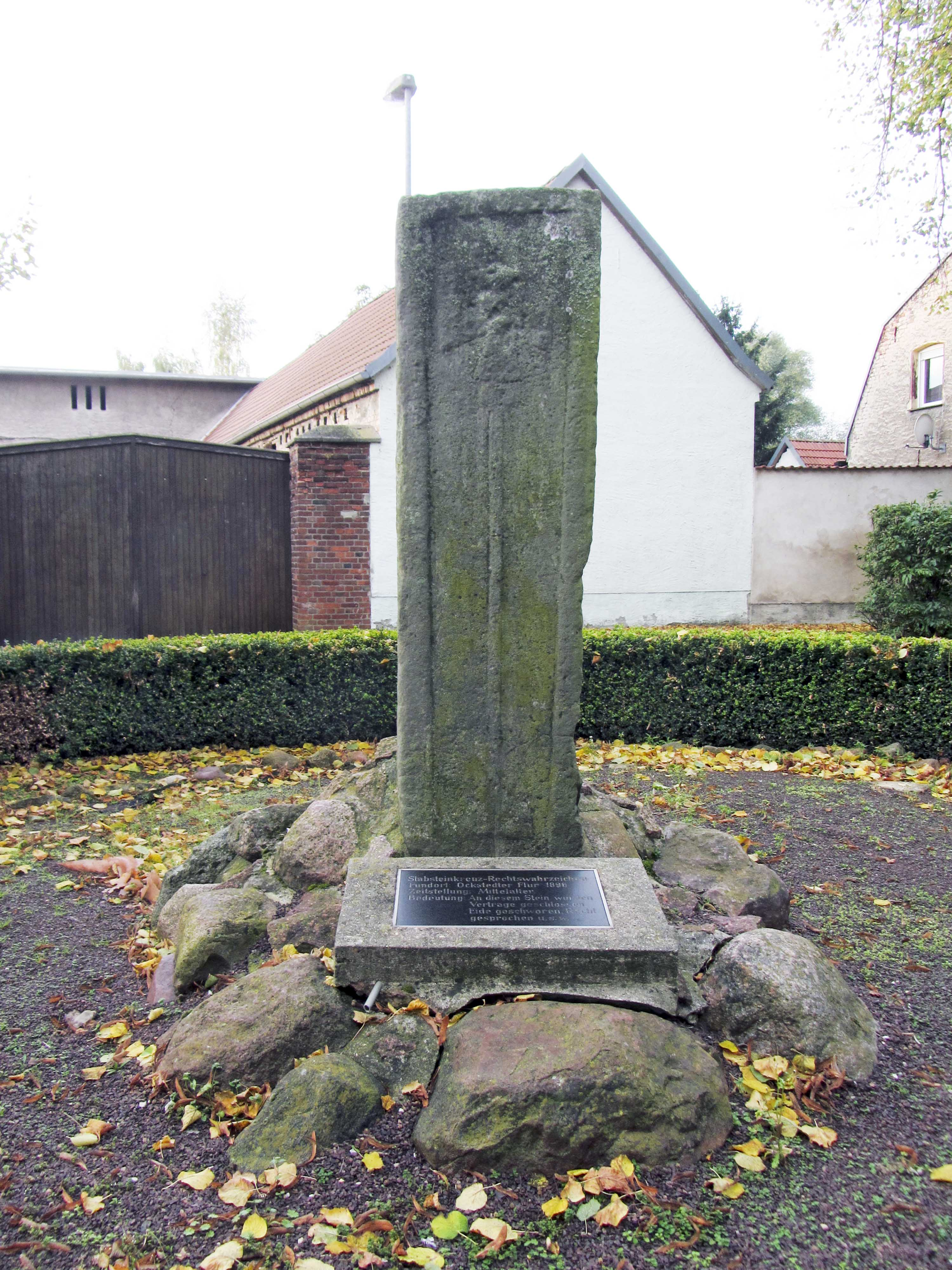
Löbnitzer Dorfgerichtsstein

Der Ortsname stammt aus dem Polabischen und tauchte erstmals in einer auf den 28. Februar 1205 datierten Urkunde als „Lubenize juxta Bodam“ auf. Die Einwohner des kleinen Dorfes waren vornehmlich Fischer. Ab 1350 gehörte Löbnitz dem Magdeburger Magistrat, der ihn 1573 zusammen mit Neugattersleben und weiteren Ortschaften an Ludolf X. von Alvensleben verkaufte. Das Gut Löbnitz blieb im Besitz der Familie von Alvensleben bis zu ihrer Enteignung 1945.
1781 waren in Löbnitz drei Ackerleute, drei Halbspänner und sechzehn Kossaten ansässig. Während des Dreißigjährigen Krieges nahmen die Schweden unter Hauptmann Leslie das Dorf ein und legten auf der Löbnitzer Flur Redouten an. 1807 kam Löbnitz nach der Niederlage Preußens gegen Napoleon unter die Herrschaft des von den Franzosen eingerichteten Königreichs Westphalen, wo es dem Canton Stasfurt zugeordnet wurde. Nach der Vertreibung Napoleons kehrte der Ort 1813 zu Preußen zurück und kam nach dessen Verwaltungsreform 1818 zum Landkreis Calbe a./S. Mit dem Bau der Bahnstrecke Schönebeck–Güsten erhielt Löbnitz über den sieben Kilometer entfernten Bahnhof Staßfurt Anschluss an das deutsche Eisenbahnnetz. 1896 stiftete August von Alvensleben den Neubau der St.-Andreas-Kirche, der anstelle der baufällig gewordenen bisherigen Kirche errichtet wurde. Im selben Jahr wurde in der Nähe von Löbnitz ein aus dem Mittelalter stammender Kreuzstein gefunden, der als so genannter Dorfgerichtsstein auf dem Marktplatz aufgestellt wurde. 1910 hatte Löbnitz 338 Einwohner, bis zum Ausbruch des Zweiten Weltkriegs erhöhte sich deren Zahl auf 345.
Im April 1945 wurde der Ort von der US-Armee besetzt und im Juli 1945 an die Rote Armee übergeben. Im Rahmen der 1945 in der Sowjetischen Besatzungszone (SBZ) begonnenen Bodenreform wurde das Gut Alvensleben noch im selben Jahr enteignet und dem Land Sachsen-Anhalt als so genanntes Provinzialgut übergeben. Nachdem 1949 die SBZ in die DDR umgewandelt worden war, wurde der Landkreis Calbe im Rahmen einer Verwaltungsreform in den Landkreis Schönebeck umbenannt. Durch eine weitere Verwaltungsreform wurden 1952 die DDR-Länder abgeschafft und stattdessen Bezirke eingerichtet sowie neue Kreise gebildet. Löbnitz wurde dem neuen Kreis Staßfurt im Bezirk Magdeburg zugeordnet. In der Folge wurde das Provinzialgut in ein Volkseigenes Gut umgewandelt. Im Jahr 1964 wurden in Löbnitz 479 Einwohner gezählt.
Nach der Deutschen Wiedervereinigung kam Löbnitz zum wiedergegründeten Land Sachsen-Anhalt. Das VEG Löbnitz wurde privatisiert und 1992 ein Gewerbegebiet eingerichtet. Mit der Gebietsreform von 1994 wurde die Gemeinde dem Landkreis Aschersleben-Staßfurt zugeordnet. Am 29. Januar 2004 wurde Löbnitz in den Nachbarort Förderstedt eingemeindet, der wiederum seit dem 1. Januar 2009 zu Staßfurt gehört.

## Sehenswürdigkeiten
- Die St.-Andreas-Kirche wurde 1886 als gotisierender Bau aus Bruchsteinen und gelben Verblendsteinen errichtet. Der rechteckige Turm mit kleinem Dachreiter ist breiter als das Kirchenschiff. Der Innenraum des Schiffs wird mit einer gewinkelten Holzdecke abgeschlossen, seine Seitenwände mit jeweils drei Buntglasfenstern versehen. Während der Taufstein aus frühromanischer Zeit stammt, hängt im Turm eine Glocke aus dem Jahr 1695.
- Auf dem Bäckerplatz steht der so genannte „Gerichtsstein“, bei dem es sich um einen mittelalterlichen Kreuzstein handelt, der aus einer aufgerichteten Steinplatte mit Stabkreuz besteht.